# Козлов, Дмитрий Степанович
Дмитрий Степанович Козлов (3 октября 1897 — 8 января 1968, Москва) — советский военачальник, генерал-майор авиации, начальник штаба 12-й воздушной армии.

## Биография
В 1918—1921 годах участвовал в Гражданской войне на Юго-Восточном и Западном фронтах. Был ранен и контужен.
Участвовал в советско-финской войне и 22 февраля 1941 года «за образцовое выполнение боевых заданий командования на фронте борьбы с финской белогвардейщиной и проявленные при этом доблесть и мужество» награжден орденом Красной Звезды.
В должности начальника штаба 20-й смешанной авиационной дивизии участвовал в приграничных боях, в оборонительных боях на Южной Украине, в боях под Уманью, на Донбасе, в освобождении Ростова и в боях под Харьковом и за отличие награжден орденом Красного Знамени.
17 марта 1942 года полковник Козлов был назначен начальником штаба ВВС 18-й армии. Руководил формированием штаба ВВС.
6 мая 1942 года назначен начальником штаба главного управления истребительной авиации ПВО Территории Страны. 10 ноября 1942 года присвоено звание генерал-майора авиации. «За свою безупречную работу и хорошую организацию боевой работы» штаба награжден орденом Красного Знамени.
6 сентября 1943 года назначен начальником штаба 12-й воздушной армии. 3 ноября 1944 года "за долголетнюю и безупречную службу в Красной Армии "награжден третьим орденом Красного Знамени. 21 февраля 1945 года «за выслугу лет» награжден орденом Ленина.
С 23 июля 1944 года назначен заместителем командующего 12-й воздушной армии .
В этой должности участвовал в советско-японской войне и за отличие награжден орденом Кутузова II степени.
20 июня 1949 года награжден четвертым орденом Красного Знамени.
Урна с прахом находится в колумбарии Нового Донского кладбища города Москвы..